# Teatr Piosenki
Teatr Piosenki – stworzony przez Romana Kołakowskiego polski projekt artystyczny działający w formie zbliżonej do domu produkcyjnego. Teatr Piosenki realizuje koncerty poetycko-muzyczne, spektakle i widowiska.
Współtwórcami są polscy aktorzy, wokaliści i muzycy, między innymi: Dominika Figurska, Agata Klimczak, Joanna Kwiatkowska, Natalia Sikora, Ewa Serwa, Bartłomiej Abramowicz, Marcel Borowiec, Grzegorz Bukowski, Michał Chorosiński, Radosław Labakhua, Paweł Lipnicki, Damian Łukawski, Wojciech Machnicki, Hiroaki Murakami, Bolesław Pawica, Piotr Rubik, Tomasz Stockinger, Hadrian Filip Tabęcki, Leszek Zduń.

## Wybrane realizacje

### Telewizyjne widowiska plenerowe
- Anioły Europy – Wrocław 2004
- Quem quaeritis? – Kraków 2006
- Adresaci – Warszawa 2008
- Zwierciadło Europy – Warszawa 2009
- Banderia 1410 – Malbork 2010
- Sierpniowa Melodia – Warszawa 2010
- Imiona miasta – Kraków 2010
- Młoda Warszawa – Warszawa 2014

### Spektakle teatralne
- Wyspa Brel – piosenki J. Brela
- Błękitny człowiek – ballady B. Okudżawy
- Florilegium – Kwiatki św. Franciszka
- Ósmy grzech – piosenki W. Wysockiego
- Święte wędrowanie – piosenki E. Stachury
- Zło – songi The Tiger Lillies
- Niebieski prochowiec – ballady L. Cohena
- Underground – songi T. Waitsa

### Spektakle dla dzieci
- Przygody Tomka Sawyera
- Księga dżungli
- Dzwon grzesznika
- Przygody Hucka Finna
- Gallus Wratislavianus
- Uciekliśmy z teatru

### Projekty specjalne
Spektakle i widowiska napisane i skomponowane na specjalne zamówienie gmin, miast i organizacji:
- Habitat – oratorium dla Gorzowa Wielkopolskiego
- Pielgrzymi’44 – widowisko historyczne w Konstancinie-Jeziornie
- Sigilla Civitatis Novae Sandeciensis – jubileusz Nowego Sącza
- Adventus Lucis – widowisko dla Centrum Solidarności w Gdańsku
- Album Civium Civitatis – kantata kabaretowa na jubileusz samorządu terytorialnego
- Cieszcie się, Myślenice – oratorium multimedialne o Janie Pawle II

### Recitale i spektakle kameralne
- Roman Kołakowski – kabaretowy recital autorski
- Ballady Bułata Okudżawy i Włodzimierza Wysockiego
- Recital Agaty Klimczak – piosenki Brela, Wysockiego, Waitsa, Cohena, Okudżawy, Dylana
- Akordeonista – najsłynniejsze piosenki francuskie śpiewa Agata Klimczak
- Tajemnica Światła – opowieść o Janie Pawle II
- Ciemny teatr – piosenki Edwarda Stachury